# Outlook.com
Outlook.com è un servizio di posta elettronica via web, sviluppato da Microsoft e disponibile da luglio 2012, che ha sostituito il vecchio Hotmail,  servizio acquisito da Microsoft nel 1997 per circa 400 milioni di dollari e rilanciato con il nome di MSN Hotmail. Successivamente è stato rinominato come Windows Live Hotmail, così diventando parte della suite Windows Live. Questo servizio prevede l'utilizzo di un indirizzo e-mail che presenta tale dominio: @outlook.com; è possibile, oltre che mantenere, anche convertire i precedenti domini Hotmail e Live.

## Caratteristiche
Outlook.com riprende le caratteristiche di Hotmail e ne aggiunge altre come l'integrazione con Skype. Il tutto è sviluppato in HTML 5 e seguendo il linguaggio di design Microsoft. Tali caratteristiche includono comandi da tastiera per navigare all'interno della pagina senza usare il mouse, i filtri dei messaggi attraverso l'organizzazione personalizzata delle cartelle, la funzione di autocompletamento per l'immissione di indirizzi email durante la composizione di un messaggio, il raggruppamento dei contatti, l'importazione e l'esportazione attraverso file CSV, la formattazione del testo, il filtro antispam, la scansione dei virus, il supporto per più indirizzi e le versioni in lingue diverse.
Outlook.com utilizza la tecnica AJAX per lo scambio dati in background e supporta le versioni successive di Internet Explorer, Firefox, Safari e Google Chrome.

## Come accedere al servizio
I messaggi di posta elettronica possono essere letti tramite:
- computer
- smartphone
- tablet
- oppure online[4]